# Christian Nicolai af Gyldenfeldt
Christian Nicolai af Gyldenfeldt (født 2. juni 1788 i København, død 24. oktober 1856 på Hohenlied) var en dansk officer.
Han var søn af generalmajor Casper Wessel af Gyldenfeldt og hustru, blev 1802 artillerikadet, 1804 stykjunker og tegnede dette år et kort over Svendborg efter opmåling af Andreas Gram Hejde. Han blev 1805 sekondløjtnant af 2. klasse og 1808 af 1. klasse. Han udmærkede sig i Englandskrigene og blev 1810 Ridder af Dannebrog og samme år karakteriseret og 1811 virkelig premierløjtnant. Gyldenfeldt fik 1817 kaptajns anciennitet, 1819 kaptajns karakter, blev 1822 stabskaptajn, 1828 batterichef, 1840 karakteriseret major og fik afsked 1841. 
Han ejede herregården Hohenlieth i Holsten.
Han blev gift 22. april 1817 i Rendsborg med Catharina Johanna Schleth (21. december 1789 i Rendsborg - 7. april 1858).